# زونيانا
زونيانا (Ζωνιανά) هي مدينة في ريثيمني في اليونان.
يبلغ عدد سكانها حوالي 1597 نسمة.